# Glucuronolacton
Glucuronolacton oder Glukuronolakton (D-Glucuronsäure-γ-lacton, auch Glucuronlacton genannt) ist ein natürlich vorkommender intramolekularer Ester (Lacton) der D-Glucuronsäure. Letztere ist ein  Oxidationsprodukt der D-Glucose und zählt zu den Zuckersäuren. Aus D-Glucuronsäure kann sich alternativ D-Glucurono-δ-lacton bilden, allerdings ist das D-Glucuronsäure-γ-lacton thermodynamisch bevorzugt.

## Vorkommen

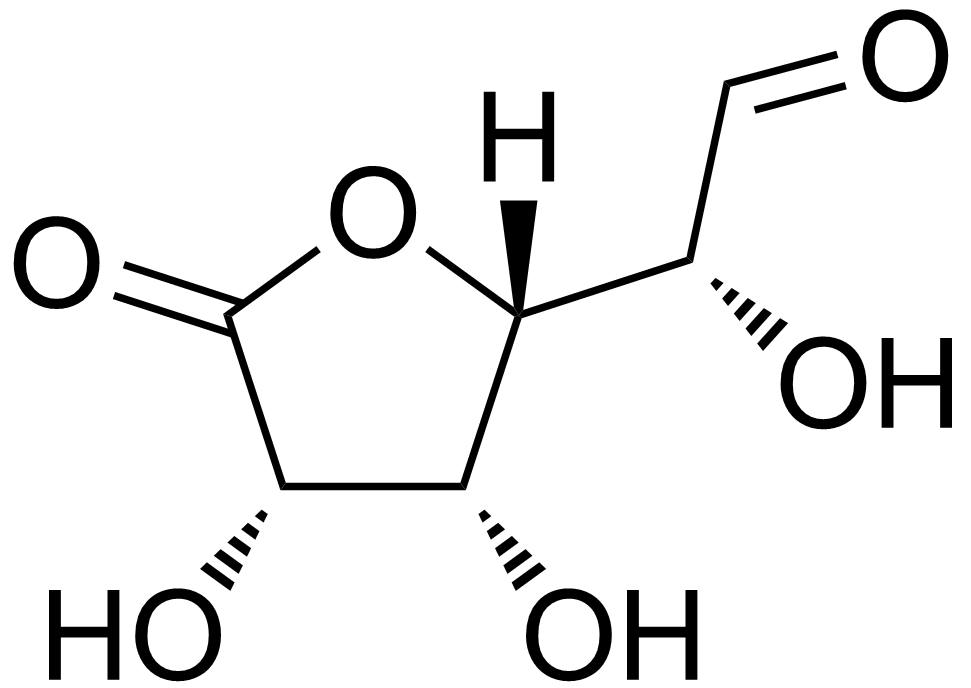
Offenkettige Form des γ-Glucuronolacton

Glucuronolacton ist ein wichtiger Bestandteil des Bindegewebes vieler Tiere und pflanzlicher Fasern und Schleimstoffe. Im menschlichen Körper entsteht die Verbindung als Oxidationsprodukt der UDP-Glucose (Uridin-5-diphosphat-D-Glucose). Das Lebensmittel mit dem höchsten natürlichen Gehalt ist Wein mit einem Anteil von etwa 20 mg/l. Die Substanz kommt sowohl in einer offenkettigen Form mit freier Aldehydfunktion als auch als cyclische Lactol-Form vor.

## Wirkung im menschlichen Organismus
γ-Glucuronolacton ist gut wasserlöslich und wird über den Magen-Darm-Trakt resorbiert. Das Lacton kann die Blut-Hirn-Schranke passieren, da es wahrscheinlich über die Glucosetransporter GLUT-1 und GLUT-5 aufgenommen wird. In Leber und Gehirn ist der Stoff im Gleichgewicht mit Glucuronsäure an den
Phase-II-Reaktionen innerhalb der Biotransformation von Xenobiotika und auch von körpereigenen Abfallprodukten beteiligt; diese Prozesse werden als „Konjugationsreaktionen“, im speziellen Fall als „Glucuronidierung“ bezeichnet.

## Verwendung
Glucuronolacton ist ein Kohlenhydrat, das unter anderem in Energydrinks – oft zusammen mit Coffein und Taurin – verwendet wird. Dort wird es als Antioxidant eingesetzt und soll körperlicher Ermüdung entgegenwirken. In der Europäischen Union gilt Glucuronolacton nicht als Lebensmittelzusatzstoff, sondern als Zutat. Hersteller von Energy-Drinks, die diesen Stoff zusetzen wollten, mussten bisher eine Genehmigung für jedes Produkt einholen. Seit 2012 sind Höchstmengen von 2.400 mg/l für Energy-Drinks in Deutschland vorgesehen.

## Sicherheitshinweise
Im Tierversuch mit Mäusen und Ratten zeigte γ-Glucuronolacton eine geringe Toxizität; die oralen LD50-Werte lagen bei >20.000 mg/kg bei der Maus und 10.700 mg/kg bei Ratte.
Die Aufnahme über Energydrinks, die durchschnittlich 2000–2400 mg/l des Lactons enthalten, liegt weit über der natürlichen Aufnahme aus biologischen Lebensmitteln. Das BgVV sah sich nach einer Anfrage im Jahr 2002 außerstande, eine Höchstmenge für den Einsatz
in Energydrinks wissenschaftlich abzuleiten. Es wurde weiterhin festgestellt

„[...]dass bei der gemeinsamen Aufnahme von Ethylalkohol, Koffein, Taurin und Glucuronolacton in hohen Konzentrationen verschiedene Interaktionen in Betracht zu ziehen sind, die insbesondere wegen des Einflusses auf das gleiche Organsystem (z. B. ZNS, Herzkreislaufsystem bei Ethylalkohol, Koffein und Taurin) bzw. der Ähnlichkeit toxikologischer Effekte (z. B. reproduktionstoxikologische Wirkungen von Ethylalkohol und Koffein) der einzelnen Komponenten zu einer möglicherweise toxikologisch relevanten Wirkungsverstärkung im Vergleich zum Einsatz der isolierten Substanzen führen könnten.“

Im Februar 2009 setzte die Europäische Behörde für Lebensmittelsicherheit einen NOAEL-Grenzwert für Glucuronolacton in Energydrinks von 1000 mg pro Kilogramm Körpergewicht und Tag fest; damit wird eine Unbedenklichkeit bei der Aufnahme von 350 ml (≈1,4 Dosen) pro Tag konstatiert. Negative gesundheitliche Folgen – inklusive Todesfällen – ereigneten sich bei jungen Menschen, die Energiegetränke teils in sehr hohen Mengen (in einem Fall wurde eine Menge von 1420 ml eines Energydrinks aufgenommen), teils bei körperlicher Anstrengung oder häufiger mit Alkohol konsumiert.